# Zbigniew Jaśnikowski
Zbigniew Jaśnikowski (ur. 12 maja 1955 we Wrocławiu) – polski szachista, mistrz międzynarodowy od 1981 roku.

## Kariera szachowa
W roku 1976 zadebiutował w finale mistrzostw Polski (rozegranym systemem szwajcarskim) w Bydgoszczy, zajmując XIII miejsce w stawce 63 zawodników. Do roku 1992 jeszcze dziesięciokrotnie uczestniczył w finałach mistrzostw kraju, największy sukces odnosząc w roku 1990 w Warszawie, gdzie (po dogrywce z Włodzimierzem Schmidtem i Pawłem Stempinem) zdobył brązowy medal.
Pierwsze poważne sukcesy osiągnął w roku 1980, zwyciężając w Prisztinie oraz zajmując III miejsce w międzynarodowym turnieju we Wrocławiu. W roku 1987 zwyciężył w otwartym turnieju w Warszawie (przed Pavlem Blatnym), w 1988 – w Esbjergu (The North Sea Cup, turniej B), natomiast w latach 1989 i 1990 dwukrotnie zwyciężył w Aarhus. W roku 1990 zwyciężył również w Douai (przed m.in. Nino Kirowem, Zigurdsem Lanką, Giennadijem Timoszczenko, Aleksandrem Wojtkiewiczem oraz Andriejem Sokołowem) i Taastrup (turniej B), natomiast w roku 1991 – w Vanlose w Dubaju. W 1992 r. podzielił I m. (wspólnie z Aloyzasem Kveinysem i Mirosławem Grabarczykiem) w otwartym turnieju memoriału Akiby Rubinsteina w Polanicy-Zdroju, natomiast w 1994 r. zajął I m. w memoriale Tadeusza Gniota w Policach. Jednym z jego ostatnich sukcesów było zwycięstwo w Berlinie w 1999 roku.
Reprezentował Polskę na dwóch olimpiadach szachowych: w Salonikach (1988) oraz w Nowym Sadzie (1990), łącznie zdobywając 6½ pkt w 11 partiach. W roku 1989 wystąpił także na drużynowych mistrzostwach Europy w Hajfie.
Najwyższy ranking w karierze osiągnął 1 stycznia 1994 r., z wynikiem 2475 punktów zajmował wówczas 6. miejsce wśród polskich szachistów. Od 2000 r. w turniejach szachowych klasyfikowanych przez Międzynarodową Federację Szachową startuje bardzo rzadko.